# 砷鈷鈣石
砷鈷鈣石（英語：Roselite）是一種罕見的砷酸鹽礦物，化學式為Ca
2Co(AsO
4)
2 · 2H2O，其中鈷的部份可能被少量的鎂取代，與砷鈷鎂鈣石形成固溶體系列。

## 發現與命名
砷鈷鈣石在1825年首次發現於德國薩克森邦施內貝格地區的Rappold礦區中，其英文名稱由法國礦物學家阿爾芒·利維以來德國的礦物學家古斯塔夫·蘿絲（Gustav Rose）命名。在中文名稱中因為晶體常呈現玫瑰色，再加上英文名稱有Rose所以有「玫瑰砷鈣石」的別稱，不過英文名稱中的Rose跟玫瑰完全沒有任何關係。

## 形成與產地
砷鈷鈣石產於含鈷的熱液環境中，而在標準產地（Rappold礦區）中砷鈷鈣石常與礦脈上的石英和玉髓共生。另外在義大利、摩洛哥、智利、英屬哥倫比亞等地區都有砷鈷鈣石產出的報告。

## 顏色與多色性
砷鈷鈣石的多色性取決於其化學成分，深玫瑰色類型的鈷含量較高，淺玫瑰色類型的鈣和鎂含量則比較高。
其中深玫瑰色類型的多色性為：X: 深玫瑰色、Y: 淡玫瑰色、Z: 較淡的玫瑰色；而淺玫瑰色類型的多色性為 X: 淡玫瑰色、Y: 較淡的玫瑰色、Z: 更淡的玫瑰色。